# Marc Wallice
Marc Wallice (nacido como Marc Stephen Goldberg el 3 de octubre de 1959) es un ex actor pornográfico estadounidense.

## Biografía
Wallice ingresó a la industria del cine para adultos en 1982, cuando contaba 22 años. Anteriormente trabajaba como empacador de supermercados cuando respondió un anuncio de la agencia de talentos World Modeling, dirigida por Jim South. Comenzó con papeles de rol secundario, sin apenas frases de guion, para más tarde abrirse camino en la propia industria como uno de los actores más destacados y de mayor renombre a finales de la década de 1980. En sus comienzos intercaló sus escenas heterosexuales con otras apariciones en producciones de corte homosexual, bajo el nombre de Don Webber.
Como actor, llegó a trabajar con los principales estudios norteamericanos, como Caballero, Anabolic Video, Elegant Angel, Legend Video, Evil Angel, VCA Pictures, Sin City, Vivid, Wicked Pictures, Leisure Time Entertainment, Western Visuals, Filmco Releasing, Alpha Blue, Midnight Video, Rosebud, Metro, CDI Home Video, Coast to Coast o Fat Dog, entre otros.
A las varias nominaciones que tuvo durante su estancia en la industria, destacaron sus tres galardones en los Premios AVN. El primero le llegó en 1990, con el premio a la Mejor escena de sexo en grupo por Gang Bangs 2; repitiendo por dicha categoría en 1993 por Ashlyn Gere's Realities 2. En 1998, poco antes de retirarse, recibió el premio a la Mejor escena de sexo chico/chica, junto a Misty Rain, por Red Vibe Diaries.
En 1998, estalló el escándalo en la industria pornográfica tras descubrirse varios casos positivos por VIH en actrices como Brooke Ashley, Tricia Devereaux, Caroline o Kimberly Jade. Tras endurecer el protocolo de asistencia sanitaria y de análisis de enfermedades de transmisión sexual, la entonces directora de AIM Medical, la oficina sanitaria de la industria, Sharon Mitchell, médico y exactriz pornográfica, trazó un particular árbol para dar con las secuencias en las que pudo haber contraído la enfermedad Devereaux, relacionándola con las otras actrices positivas. Las listas incluyeron el nombre de Marc Wallice, actor que había rechazado hacerse las pruebas de serología años antes del escándalo alegando que no tenía VIH.
Tras obligarse a hacer las pruebas (PCR) en abril de 1998, Sharon Mitchell anunció que Wallice era positivo. Su carrera como actor terminó de manera fulminante en mitad de varios rumores y especulaciones de que escondió intencionalmente su estado seropositivo con análisis de sangre falsos a través de varios ciclos de pruebas de VIH para continuar trabajando, y, en consecuencia, era el paciente cero que había infectado a dichas actrices.
Después de que su estado seropositivo se hiciera público, Wallice anunció su intención de volver a la escuela para aprender programación de computadoras.
Como uno de los actores más prolíferos de la industria, durante sus 16 años en la industria rodó más de 1800 películas.

## Premios y nominaciones
| Año  | Ceremonia    | Resultado | Premio                           | Trabajo                                                  |
| ---- | ------------ | --------- | -------------------------------- | -------------------------------------------------------- |
| 1987 | Premios AVN  | Nominado  | Mejor escena de sexo chico/chica | Devil in Miss Jones Part 3: A New Beginning              |
| 1990 | Premios AVN  | Ganador   | Mejor escena de sexo en grupo    | Gang Bangs 2                                             |
| 1992 | Premios XRCO | Ganador   | Mejor actor                      | House of Sleeping Beauties                               |
| 1993 | Premios AVN  | Ganador   | Mejor escena de sexo en grupo    | Ashlyn Gere's Realities 2                                |
| 1993 | Premios XRCO | Ganador   | Artista masculino del año        | —                                                        |
| 1994 | Premios AVN  | Nominado  | Mejor escena de sexo chico/chica | Endlessly (en película)                                  |
| 1994 | Premios AVN  | Nominado  | Mejor escena de sexo chico/chica | If These Walls Could Talk (en película)                  |
| 1994 | Premios AVN  | Nominado  | Mejor escena de sexo chico/chica | Sensual Exposure (en película)                           |
| 1994 | Premios AVN  | Nominado  | Mejor escena de sexo en grupo    | Jezebel                                                  |
| 1994 | Premios AVN  | Nominado  | Mejor escena de sexo en grupo    | Mindshadows 2                                            |
| 1994 | Premios AVN  | Nominado  | Mejor escena de sexo en grupo    | Mindshadows 2                                            |
| 1995 | Premios AVN  | Nominado  | Mejor escena de sexo chico/chica | Desire (en película)                                     |
| 1995 | Premios AVN  | Nominado  | Mejor escena de sexo chico/chica | The Swap Part 2 (en película)                            |
| 1995 | Premios AVN  | Nominado  | Mejor escena escandalosa de sexo | Annabel Chong Anal Queen                                 |
| 1995 | Premios XRCO | Ganador   | Mejor escena de sexo en grupo    | New Wave Hookers 4                                       |
| 1996 | Premios AVN  | Nominado  | Mejor escena escandalosa de sexo | Encore                                                   |
| 1998 | Premios AVN  | Ganador   | Mejor escena de sexo chico/chica | Red Vibe Diaries (en película)                           |
| 1998 | Premios AVN  | Nominado  | Mejor escena de sexo en grupo    | Blue Dahlia (en vídeo)                                   |
| 1998 | Premios AVN  | Nominado  | Mejor escena de sexo en grupo    | A Week and a Half in the Life of a Prostitute (en vídeo) |
| 1999 | Premios AVN  | Nominado  | Mejor actor de reparto           | Thai Me Up                                               |
| 1999 | Premios AVN  | Nominado  | Mejor escena de sexo anal        | Beyond Reality 5 (en vídeo)                              |
| 1999 | Premios AVN  | Nominado  | Mejor escena de sexo chico/chica | Nude World Order (en vídeo)                              |